# Ван Дам, Роб
Ро́берт Александр Шатко́вски (англ. Robert Alexander Szatkowski; род. 18 декабря 1970, Батл-Крик, Мичиган) — американский рестлер и актёр, известный под псевдонимом Роб Ван Дам (англ. Rob Van Dam, сокращённо RVD).

## Биография
Он наиболее известен по выступлениям в Extreme Championship Wrestling (ECW), World Wrestling Entertainment (WWE) и Total Nonstop Action Wrestling (TNA).
Ван Дам получил широкую известность в ECW во второй половине 1990-х годов, где он стал одним из самых известных рестлеров в индустрии. В ECW он работал под руководством Билла Альфонсо и враждовал с Джерри Линном и Сабу, а также сформировал с последним команду. Они дважды выигрывали командное чемпионство мира ECW. 4 апреля 1998 года Ван Дам победил Бам Бама Бигелоу и завоевал титул телевизионного чемпиона ECW, которым владел 700 дней, пока не отказался от него из-за травмы 4 марта 2000 года.
После закрытия ECW в 2001 году Ван Дам подписал контракт с World Wrestling Federation (WWF, ныне WWE) и был вовлечен в сюжетную линию «Вторжение», где несколько бывших рестлеров WCW и ECW объединились против рестлеров WWF. После окончания «Вторжения» Ван Дам в последующие годы выступал в одиночном разряде и в командных боях, выиграв хардкорный, интерконтинентальный, европейский и командный титулы чемпиона. На WrestleMania 22 Роб Ван Дам победил в матче Money in the Bank. После этой победы он вызвал чемпиона WWE Джона Сину на матч за титул на One Night Stand, тематическом шоу ECW. На нём Ван Дам победил Сину и завоевал свой первый титул чемпиона мира. Два дня спустя Пол Хейман вручил Ван Даму возобновленный титул чемпиона мира в тяжелом весе ECW, сделав его единственным человеком, владеющим обоими титулами одновременно.
После ухода из WWE в 2007 году Ван Дам работал на независимой сцене, пока в 2010 году не подписал контракт с Total Nonstop Action Wrestling (TNA). Через несколько месяцев после своего дебюта он победил Эй Джей Стайлза и завоевал титул чемпиона мира TNA в тяжелом весе. Он оставался на контракте с TNA до 2013 года, покинув компанию после завоевания титула чемпиона икс-дивизиона. После ухода из TNA он вернулся в WWE, где проработал один год.
В 2002 году Ван Дам был признан рестлером номер один в мире по версии Pro Wrestling Illustrated. Он был признан читателями журнала «Самым популярным рестлером» в 2001 и 2002 годах. В 2014 году WWE назвала его величайшей звездой в истории ECW. В 2021 году он был введен в Зал славы WWE.

## Ранняя жизнь
Шатковски вырос в Батл-Крике, Мичиган, и окончил старшую среднюю школу Пеннфилда. Шатковски впервые появился на телешоу WWF в 1987 году в сценке с «Человеком на миллион долларов» Тедом Дибиаси. В то время Дибиаси выбирал зрителей из зала и предлагал им заплатить за выполнение унизительных действий. 16-летнему Шатковски предложили 100 долларов за то, чтобы он вышел на ринг и поцеловал его ногу, что он и сделал.

## Карьера в рестлинге

### Начало карьеры (1990—1995)
Шатковски дебютировал в рестлинге в 1990 году, победив Данго Нгуена. Он выступал во многих независимых промоушенах по всему Мичигану, включая United States Wrestling Association (USWA) и South Atlantic Pro Wrestling (SAPW). В SAPW он выиграл свой первый титул, командное чемпионство SAPW, в июле 1992 года с Чезом Рокко. Он также выступал в нескольких независимых промоушенах по всей Америке и в All Japan Pro Wrestling, где несколько раз претендовал на титул чемпиона мира в полутяжелом весе. В WWF в 1992 году он выступал в качестве таланта усиления против Монти под именем Мэтт Берн.

### World Championship Wrestling (1992—1993)
Шатковски подписал контракт с World Championship Wrestling (WCW) в 1992 году, и по прибытии Рон Слинкер окрестил его Робби Ви, поскольку Биллу Уоттсу не нравилось имя Роб Ван Дам. Робби Ви дебютировал в WCW 23 января 1993 года в эпизоде Saturday Night в качестве любимца фанатов, победив таланта усиления Пэта Роуза. В следующем месяце Робби Ви принял участие в турнире за вакантный титул телевизионного чемпиона мира, победив в первом раунде Шанхая Пирса, но во втором раунде проиграл Винни Вегасу. Его последний телевизионный матч состоялся 22 мая в эфире Saturday Night , когда он проиграл в командном поединке с Эриком Уоттсом против Шанхая Пирса и Текса Слэзенджера.

### Extreme Championship Wrestling

#### Вражда и команда с Сабу (1996—1998)
Летом 1996 года Ван Дам подписал контракт с промоутерской компанией Пола Хеймана Extreme Championship Wrestling (ECW), расположенной в Филадельфии, и победил Акселя Роттена в своем дебютном матче на House Party. Манеры Ван Дама были похожи на манеры потребителя марихуаны, и он стал фейсом благодаря своему непринужденному поведению и неортодоксальному стилю. 30 марта он встретился с 2 Колд Скорпио в матче за звание телевизионного чемпиона мира ECW. Матч закончился вничью, Скорпио сохранил титул.

Ван Дам привлек к себе внимание после серии матчей с давним соперником Сабу, которая началась с матча на Hostile City Showdown, победу в котором одержал Сабу. После матча Ван Дам отказался проявить должное уважение к своему сопернику, что привело к реваншу на A Matter of Respect, который выиграл Ван Дам. Согласно предматчевому условию, Сабу предложил Ван Даму рукопожатие, но снова был проигнорирован. Вместо этого Ван Дам покинул ринг и стал хилом под руководством Билла Альфонсо. На Hardcore Heaven Ван Дам снова встретился со своим соперником Сабу в матче, чтобы доказать, кто из них лучше, но Сабу выиграл матч. На The Doctor Is In эти двое снова столкнулись друг с другом в матче с носилками. Ван Дам проиграл матч после того, как пропустил «Планчу», ударился о перила и упал на носилки.

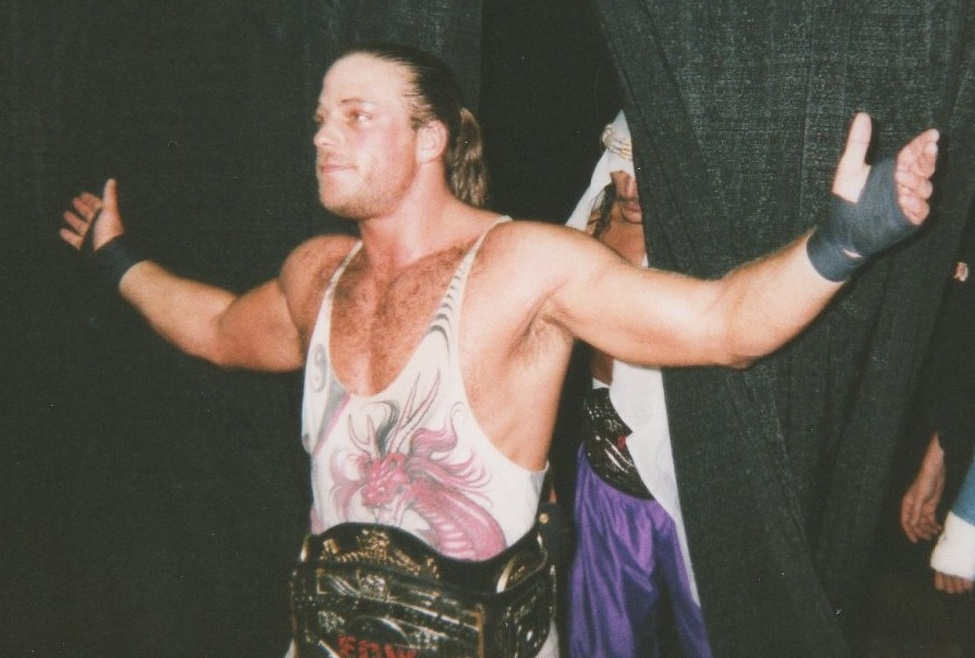
1998 год

На турнире Natural Born Killaz Ван Дам победил Дага Фурнаса в матче. После матча Ван Дам предложил Фурнасу рукопожатие, но Фурнас вместо этого ударил Ван Дама короткой рукой, положив начало соперничеству между ними. После того, как соперничество с Фурнасом расширилось и в него включился Дэн Кроффат, Ван Дам захотел иметь собственного партнера по команде. Проиграв давнему сопернику Сабу на Unlucky Lottery, они объединились и создали одну из самых успешных команд в истории ECW. Они враждовали с Фурнасом и Кроффатом, победив их на турнирах When Worlds Collide II и High Incident.
Ван Дам и Сабу дальше противостояли с Элиминаторами: Джоном Кронусом и Перри Сатурном. 1 ноября, эти команды дрались на ничью.

### World Wrestling Federation/World Wrestling Entertainment (2001-2007)

#### Вторжение (2001)
Семь месяцев после закрытия ECW, Ван Дам подписал короткий контракт с World Wrestling Federation (WWF). Вместе со своим коллегой по ECW Томми Дример, Ван Дам вернулся на телевидение WWF на Raw is War 9 июля в Атланту, Джорджия как хил, атаковав рестлеров WWF Кейна и Криса Джерико. Позже этой ночью, пять рестлеров из WWF и пять рестлеров из WCW должны были сразиться против десяти рестлеров из ECW, включая Ван Дама. Однако, матч не состоялся, так как рестлеры WCW объединились с рестлерами ECW.
Несмотря на то, что он был представлен как хил, Ван Дам был популярным среди фанатов WWF, которые уже знали его репутацию в ECW. После победы над Джеффом Харди за Хардкорное чемпионство на Invasion 22 июля, Ван Дам проиграл Хардкорное чемпионство Джеффу 13 августа на Raw is War, но вернул его обратно на SummerSlam 19 августа в лестничном поединке. За это время Ван Дам успел победить против рестлеров, как Кейна, Гробовщика, Курта Энгла, Криса Джерико, Скалу и даже лидера Альянса "Ледяную Глыбу" Стива Остина в одиночных и командных поединках. Ван Дам стал одним из самых популярных членов Альянса, где сражался со Скалой за Чемпионство WCW несколько раз, и даже бросил вызов Стиву Остину за Чемпионство WWF включая трёхсторонний матч на No Mercy 21 октября также включая Курта Энгла, но не победил. На Survivor Series Ван Дам и четыре других члена Альянса сразились с пятью рестлерами WWF в матче Победитель Забирает Всё (англ. Winner Take All). Команда WWF выиграла, и все члены Альянса были уволены; однако Ван Дам владел Хардкорным Чемпионом, Ван Дам сохранил свою работу.

#### Интерконтинентальный чемпион и Объединение чемпионств (2001-2002)
Ван Дам стал фейсом, но проиграл Хардкорное чемпионство Гробовщику на Vengeance 9 декабря. Он начал соперничать с Уильямом Ригалом за Интерконтинентальное чемпионство Ригала. 25 февраля на Raw, Ван Дам победил Лэнса Шторма и Биг Шоу в трёхстороннем матче чтобы стать претендентом номер 1 за Интерконтинентальное чемпионство. На WrestleMania X8 17 марта, Ван Дам сразился с Ригалом за Интерконтинентальное чемпионство и победил после того как провел на Ригале Пятизвёздочный Лягушачий Всплеск (англ. Five Star Frog Splash).

Ван Дам после победы на WrestleMania X8 за Интерконтинентальное чемпионство WWF

Когда в WWF было разделение "брендов", Raw и SmackDown! в 2002, Ван Дам был перемещён на Raw как четвёртый выбор, плюсом делая Интерконтинентальное чемпионство титулом, который был экслюзивен для рестлеров Raw. На Raw 1 апреля после того, как Ван Дам защитил Интерконтинентальное чемпионство против Букера Ти, Эдди Герреро вернулся в WWF и атаковал Ван Дама. Он начал соперничать с Герреро за Интерконтинентальное чемпионство. На Backlash 21 апреля, Ван Дам проиграл свой титул Герреро. На Insurrextion 4 мая, Ван Дам и Герреро сражались в матче-реванше за Интерконтинентальное чемпионство. Герреро был дисквалифицирован после того, когда ударил судью своим Интерконтинентальным титулом; как итог, Ван Дам выиграл матч, но не титул, поскольку титул не может меняться по дисквалификации. На Judgment Day 19 мая, Ван Дам проиграл Герреро в другом матче-реванше за титул. Следующей ночью на Raw, он победил Гробовщика за Чемпионство WWE, но владелец Raw Рик Флэр начал матч заново ( из-за того, что нога Гробовщика была на нижней верёвке), где Ван Дам уже проиграл матч. 27 мая на Raw, Ван Дам победил Герреро в лестничном матче, выигрывая свое второе Интерконтинентальное чемпионство.
После матча между двумя в финале 2002 King of the Ring  (где он проиграл), Ван Дам и Брок Леснар начали соперничать друг с другом. Ван Дам защитил свое Интерконтинентальное чемпионство против Леснара дважды и защитил свои титулы по дисквалификации на Raw 24 июня и на Vengeance 21 июля. На Raw 22 июля, Ван Дам выиграл Европейское чемпионство WWE в первый и единственный раз, после того, когда он победил тогдашнего чемпиона Джеффа Харди в лестничном матче за объединение титулов. Как итог, Европейское чемпионство было упразднено и было объединено в Интерконтинентальное чемпионство.
29 июля на Raw, Ван Дам проиграл Интерконтинентальное чемпионство Крису Бенуа.

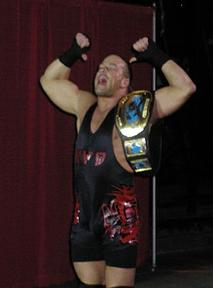
Ван Дам как Интерконтинентальный чемпион

На SummerSlam 25 августа, Ван Дам выиграл свое третье Интерконтинентальное чемпионство победив Бенуа в матче-реванше за титул. Так как Бенуа принес титул на SmackDown!, когда он поменялся брендами сразу после победы, Ван Дам вернул титул на Raw. На Raw 26 августа, Ван Дам выиграл Хардкорное чемпионство в четвёртый и последний раз после победы над действующим чемпионом Томми Дримером в  хардкорном матче за объединение титулов. Как итог, Хардкорное чемпионство было упразднено и объединено с Интерконтинентальным чемпионством. На Raw 9 сентября, Ван Дам стал претендентом номер 1 на Чемпионство мира в тяжёлом весе, победив Криса Джерико, Джеффа Харди и Биг Шоу в Четырёхстороннем матче на выбывание (англ. Fatal Four Way Elimination match).
Ван Дам начал соперничать с Мировым чемпионом в тяжёлом весе Трипл Эйчем. На Raw 16 сентября, Ван Дам проиграл Интерконтинентальное чемпионство Крису Джерико после вмешательства Трипл Эйча. На Unforgiven 22 сентября, Ван Дам сразился с Трипл Эйчем за его чемпионство. Из-за вмешательства Рика Флэра, Ван Дам проиграл матч. На No Mercy, Ван Дам отомстил Флэру, победив его.
На Survivor Series 17 ноября, Ван Дам участвовал в первом матче Клетка Уничтожения (англ. Elimination Chamber Match) за Мировое Чемпионство в тяжёлом весе Трипл Эйча, но проиграл Шону Майклзу. Во время матча, Ван Дам  провел Пятизвёздочный Лягушачий Всплеск на одной из кабинок на Трипл Эйча, и  случайно приземлился своим коленом на горло Трипл Эйчу.

#### Сотрудничество и соперничество с Кейном (2002-2003)
Ван Дам дальше продолжил соревноваться за Мировое Чемпионство в тяжёлом весе и сформировал команду с Кейном в октябре.

## Личная жизнь
Шатковски имеет бельгийские и польские корни. Шатковски женился на Соне Дельбек 6 сентября 1998 года, пара рассталась в декабре 2015 года. В июле 2016 года Дельбек подала на развод с Шатковски, развод был оформлен два года спустя. В 2016 году Шатковски начал встречаться с коллегой-рестлером Кэти Форбс. В 2021 году Форбс и Шатковски поженились.
Шатковски является сторонником легализации марихуаны. Он обсуждал эту тему в различных СМИ, в том числе на канале MSNBC, где он дебатировал с бывшим «наркотическим царем» США Барри Маккэффри. Шатковски также является потребителем марихуаны, считая его средством для улучшения спортивных результатов. Его личное пристрастие к каннабису отразилось в его рестлинг-персонаже, включая использование фразы «RVD 420 — означает, что я только что накурил твою задницу». В 2020 году Шатковски основал и лицензировал свое имя компании RVDCBD, компанию по производству каннабиноидов, специализирующуюся на CBD и атрибутике для курения.

### Арест 2006 года
3 июля 2006 года газета Ironton Tribune сообщила, что Шатковски и Терри Бранк (известный как Сабу) были арестованы накануне вечером на шоссе 52 в Хангинг-Роке, Огайо. Шатковски был остановлен за превышение скорости патрульным дорожным патрулем штата Огайо, который обнаружил у него 18 граммов марихуаны и пять таблеток викодина, а у Бранка — наркотические приспособления и девять таблеток тестолактона. И Шатковски, и Бранк были отпущены после внесения залога и должны были явиться в муниципальный суд Айронтона 6 июля. 6 июля газета Ironton Tribune сообщила, что дата суда для Шатковски и Бранка остается в подвешенном состоянии, так как их адвокаты попросили и получили отсрочки. 31 августа Шатковски признал себя виновным в превышении скорости и хранении марихуаны, но обвинение в хранении викодина было снято, когда он предъявил рецепт. Он был оштрафован на 140 долларов и дополнительно оплатил судебные издержки.
Согласно политике WWE, арест, связанный с наркотиками, может привести к немедленному увольнению сотрудника из компании. Тогдашний вице-президент WWE по связям с сотрудниками Джон Лауринайтис опубликовал на WWE.com заявление, в котором сообщал, что Шатковски и Бранк все ещё имели право выступать на записях Raw и ECW в последующие дни, пока проводилось расследование WWE. Это привело к тому, что Шатковски потерял чемпионство WWE на прямой трансляции Raw, а чемпионство ECW — на следующий вечер на записи ECW. Впоследствии Ван Дам был отстранен от работы без сохранения заработной платы на 30 дней, а в эфире ECW был подготовлен сценарий, чтобы сообщить фанатам об этом отстранении. Саму запись ареста и рассказ Шатковски можно увидеть в фильме «Девять легенд».

## Титулы и достижения
- - All Action Wrestling
    - Турнир Perth Classic (2017)[49]

  - All Star Wrestling
    - Чемпион Северной Америки ASW в тяжёлом весе (1 раз)[3]

  - American Wrestling Rampage
    - Чемпион AWR в тяжёлом весе (1 раз)[50][51]
    - Чемпион No Limits AWR (1 раз)[52]

  - Battle Championship Wrestling
    - Чемпион BCW в тяжёлом весе (1 раз)[53]

  - Cauliflower Alley Club
    - Премия Лу Теза (2020)

  - Extreme Championship Wrestling
    - Телевизионный чемпион мира ECW (1 раз)[54]
    - Командный чемпион мира ECW (2 раза) — с Сабу[55]
    - Зал славы хардкора (2022)[56]

  - International Wrestling Federation
    - Телевизионный чемпион IWF (1 раз)[3]

  - National Wrestling Council
    - Командный чемпион NWC (1 раз) — с Бобби Брэдли[3]

  - No Limits Wrestling
    - Чемпион NLW в тяжёлом весе (1 раз)

  - Over the Top Wrestling
    - Чемпион No Limits OTT (1 раз)

  - Pacific Coast Wrestling
    - Чемпион PCW в тяжёлом весе (1 раз)[57]

  - Peach State Wrestling
    - Чемпионат города Кордел в тяжёлом весе PSW (2 раза)[3][58]

  - Pro Wrestling Illustrated
    - Возвращение года (2001, 2010)[59][60]
    - Самый популярный рестлер года (2001, 2002)[61]
    - № 1 в топ 500 рестлеров в рейтинге PWI 500 в 2002[62]
    - № 152 в топ 500 рестлеров в рейтинге PWI Years в 2003

  - South Atlantic Pro Wrestling
    - Командный чемпион SAPW (1 раз) — с Чазом Рокко[3]

  - Total Nonstop Action Wrestling
    - Чемпион мира TNA в тяжёлом весе (1 раз)[63]
    - Чемпион икс-дивизиона TNA (1 раз)[64]

  - World Stars of Wrestling
    - Чемпион мира WSW в тяжёлом весе (1 раз)[65][66]

  - World Wrestling Federation/Entertainment/WWE
    - Чемпион WWE (1 раз)[67]
    - Чемпион мира ECW (1 раз)[68]
    - Европейский чемпион WWE (1 раз)
    - Хардкорный чемпион WWF/E (4 раза)[69]
    - Интерконтинентальный чемпион WWF/E (6 раз)[70]
    - Командный чемпион WWE (1 раз) — с Реем Мистерио[71]
    - Командный чемпион мира (2 раза) — с Кейном (1) и Букером Ти (1)[72]
    - Победитель Money in the Bank (2006)[73]
    - Зал славы WWE (2021)
    - Седьмой чемпион Большого шлема
    - Пятнадцатый чемпион Тройной короны

## Фильмография
| Год  |   | Русское название           | Оригинальное название | Роль              |
| ---- | - | -------------------------- | --------------------- | ----------------- |
| 1995 | ф | Смертельный поединок       | Superfights           | The Mercenary     |
| 1997 | ф | Кровавая луна              | Bloodmoon             | Dutch Schultz     |
| 2010 | ф | Изнанка города             | Wrong Side Of Town    | Бобби Калиновский |
| 2016 | ф | Снайпер: Специальный отряд | Sniper: Special Ops   | Васкес            |